# Bruno Conti
Bruno Conti (* 13. březen 1955 Nettuno, Itálie) je bývalý italský fotbalový záložník a mládežnický trenér.
Jeho synové Andrea a Daniele byli také fotbalisté.
Kromě dvou sezon strávených v druholigovém Janově, strávil celou kariéru v Římě. V letech 1973 až 1991 odehrál celkem 402 utkání a vstřelil 47 branek. Získal s nimi titul v sezoně 1982/83 a také slavil pět vítězství v italském poháru (1979/80, 1980/81, 1983/84, 1985/86, 1990/91). V sezoně 1983/84 byl v poháru PMEZ ve finále, ale prohrál na penalty s Liverpoolem. On sám penaltu nedal. Poslední utkání odehrál 28. listopadu 1990 v poháru UEFA proti FC Girondins Bordeaux (5:0) na posledních 10 minut utkání. Poté již nehrál i když se s klubem dostal do finále poháru. kde prohrál s Interem.
V anketě Zlatý míč, která hledala nejlepšího fotbalistu Evropy, skončil roku 1982 pátý. V roce 2012 byl uveden do Síně slávy AS Řím.
Po fotbalové kariéře se v roce 1994 se stal trenérem mládežnického sektoru v Římě. Více něž měsíc, přesněji na 14 utkání byl trenérem prvního týmu se kterým se dostal do finále italského poháru. Ze 14 utkání vyhrál jen dva a tak nedostal důvěru vedení a raději se vrátil k mládeži.

## Hráčská statistika
| Sezóna  | Klub   | Liga    | Liga   | Liga | Ligové poháry | Ligové poháry | Ligové poháry | Kontinentální poháry | Kontinentální poháry | Kontinentální poháry | Celkem | Celkem |
| Sezóna  | Klub   | Soutěž  | Zápasy | Góly | Soutěž        | Zápasy        | Góly          | Soutěž               | Zápasy               | Góly                 | Zápasy | Góly   |
| ------- | ------ | ------- | ------ | ---- | ------------- | ------------- | ------------- | -------------------- | -------------------- | -------------------- | ------ | ------ |
| 1973/74 | Řím    | Serie A | 1      | 0    | IP            | 0             | 0             | -                    | 0                    | 0                    | 1      | 0      |
| 1974/75 | Řím    | Serie A | 3      | 0    | IP            | 3             | 0             | -                    | 0                    | 0                    | 6      | 0      |
| 1975/76 | Janov  | Serie B | 36     | 3    | IP            | 6             | 0             | -                    | 0                    | 0                    | 42     | 3      |
| 1976/77 | Řím    | Serie A | 29     | 2    | IP            | 0             | 0             | -                    | 0                    | 0                    | 29     | 2      |
| 1977/78 | Řím    | Serie A | 17     | 2    | IP            | 4             | 0             | -                    | 0                    | 0                    | 21     | 2      |
| 1978/79 | Janov  | Serie B | 32     | 1    | IP            | 4             | 1             | -                    | 0                    | 0                    | 36     | 2      |
| 1979/80 | Řím    | Serie A | 28     | 3    | IP            | 9             | 1             | -                    | 0                    | 0                    | 37     | 4      |
| 1980/81 | Řím    | Serie A | 27     | 5    | IP            | 6             | 0             | PVP                  | 4                    | 0                    | 37     | 5      |
| 1981/82 | Řím    | Serie A | 26     | 8    | IP            | 1             | 0             | PVP                  | 2                    | 0                    | 29     | 8      |
| 1982/83 | Řím    | Serie A | 26     | 3    | IP            | 7             | 0             | UEFA                 | 7                    | 0                    | 40     | 3      |
| 1983/84 | Řím    | Serie A | 27     | 7    | IP            | 7             | 2             | PMEZ                 | 9                    | 1                    | 43     | 10     |
| 1984/85 | Řím    | Serie A | 22     | 1    | IP            | 1             | 0             | PVP                  | 5                    | 0                    | 28     | 1      |
| 1985/86 | Řím    | Serie A | 24     | 2    | IP            | 7             | 0             | -                    | 0                    | 0                    | 31     | 2      |
| 1986/87 | Řím    | Serie A | 23     | 1    | IP            | 5             | 1             | PVP                  | 0                    | 0                    | 28     | 2      |
| 1987/88 | Řím    | Serie A | 16     | 0    | IP            | 6             | 0             | -                    | 0                    | 0                    | 22     | 0      |
| 1988/89 | Řím    | Serie A | 14     | 1    | IP            | 7             | 3             | UEFA                 | 6                    | 2                    | 27     | 6      |
| 1989/90 | Řím    | Serie A | 21     | 2    | IP            | 1             | 0             | -                    | 0                    | 0                    | 22     | 2      |
| 1990/91 | Řím    | Serie A | 0      | 0    | IP            | 0             | 0             | UEFA                 | 1                    | 0                    | 1      | 0      |
| Celkem  | Celkem | Celkem  | 372    | 41   | -             | 74            | 8             | -                    | 34                   | 3                    | 480    | 52     |

## Reprezentační kariéra
Za reprezentací odehrál 47 utkání a vstřelil 5 branek. První utkání odehrál 11. října 1980 proti Lucembursku (2:0). První branku vstřelil za měsíc do sítě Jugoslávie (2:0). Byl na MS 1982, kde odehrál všechny zápasy a na konci turnaje obdržel zlatou medaili. Také byl zařazen do nejlepší jedenáctky tohoto turnaje. Hrál také na MS 1986, kde odehrál také všechna utkání a po porážce v osmifinále se rozhodl ukončit reprezentační kariéru.

### Statistika na velkých turnajích
| Reprezentace | Rok     | Zápasy                        | Zápasy | Zápasy      | Zápasy           | Zápasy           | Zápasy   |
| Reprezentace | Rok     | Fáze turnaje                  | Datum  | Soupeř      | Odehraných minut | Vstřelené branky | Výsledek |
| ------------ | ------- | ----------------------------- | ------ | ----------- | ---------------- | ---------------- | -------- |
| Itálie       | MS 1982 | 1 zápas v první skupin. fáze  | 14. 6. | Polsko      | 90               | 0                | 0:0      |
| Itálie       | MS 1982 | 2 zápas v první skupin. fáze  | 18. 6. | Peru        | 90               | 1                | 1:1      |
| Itálie       | MS 1982 | 3 zápas v první skupin. fáze  | 23. 6. | Kamerun     | 90               | 0                | 1:1      |
| Itálie       | MS 1982 | 1 zápas ve druhé skupin. fáze | 29. 6. | Argentina   | 90               | 0                | 2:1      |
| Itálie       | MS 1982 | 2 zápas ve druhé skupin. fáze | 5. 7.  | Brazílie    | 90               | 0                | 3:2      |
| Itálie       | MS 1982 | Semifinále                    | 8. 7.  | Polsko      | 90               | 0                | 2:0      |
| Itálie       | MS 1982 | Finále                        | 11. 7. | NSR         | 90               | 0                | 3:1      |
| Itálie       | MS 1986 | 1 zápas ve skupině A          | 31. 5. | Bulharsko   | 65               | 0                | 1:1      |
| Itálie       | MS 1986 | 2 zápas ve skupině A          | 5. 6.  | Argentina   | 64               | 0                | 1:1      |
| Itálie       | MS 1986 | 3 zápas ve skupině A          | 10. 6. | Jižní Korea | 90               | 0                | 3:2      |
| Itálie       | MS 1986 | čtvrtfinále                   | 17. 6. | Francie     | 90               | 0                | 0:2      |

## Hráčské úspěchy

### Klubové
- 1× vítěz italské ligy (1982/83)
- 5× vítěz italského poháru (1979/80, 1980/81, 1983/84, 1985/86, 1990/91)

### Reprezentační
- 2× na MS (1982 – zlato, 1986)

### Individuální
- All Star Team na MS (1982)
- člen síně slávy italského fotbalu (2017)

### Vyznamenání
Zlatý límec za sportovní zásluhy (2017)